# 前田義貴
前田 義貴（まえだ よしき、1975年8月29日 - ）は、佐賀県出身の元プロサッカー選手。ポジションはGK。

## 経歴
佐賀県杵島郡白石町出身。龍谷高校から福岡大学に進み、在学中の1997年にサガン鳥栖に入団。2001年まで在籍。翌2002年はアルエット熊本に半年在籍の後引退した。引退後の2003年、Jリーグキャリアサポートセンターの紹介でサッカーの雑誌やウェブなどを扱うフロムワンに入社。編集者として『CALCIO 2002』、『soccerz』（副編集長）などを担当したほか、多目的フットサルコート『キャプテン翼スタジアム』の支配人を務めた。また同時にスカパー！サッカー中継のレポーターとしても活動し、2006年ドイツワールドカップカウントダウン番組や、Jリーグのピッチレポーターを担当している。
また、サッカーメディアに所属する元Jリーガーであることからテレビ・CM関係の出演歴が多く、「やべっちFC」では中村俊輔のFKの受け役、特別番組「ナインティナインの伝説アスリートグランプリ」では中田英寿＆岡村チームのGKを勤めたほか、TOYOTAのCMでは玉田圭司と、アクエリアスのCMでは田中達也と共演した。ちなみに中田英寿率いる「TAKE ACTION FC」のGKとして所属しているが、何故か最終所属はアルエット熊本ではなくサガン鳥栖になっている。
2014年からは、スポーツブランド「gol.」の執行役員に就任。

## 所属クラブ
- 龍谷高等学校
- 福岡大学
- 1997年-2001年 サガン鳥栖
- 2002年-2002年7月 アルエット熊本

## 個人成績
| 国内大会個人成績 | 国内大会個人成績 | 国内大会個人成績 | 国内大会個人成績 | 国内大会個人成績 | 国内大会個人成績 | 国内大会個人成績 | 国内大会個人成績 | 国内大会個人成績 | 国内大会個人成績 | 国内大会個人成績 | 国内大会個人成績 |
| 年度             | クラブ           | 背番号           | リーグ           | リーグ戦         | リーグ戦         | リーグ杯         | リーグ杯         | オープン杯       | オープン杯       | 期間通算         | 期間通算         |
| 年度             | クラブ           | 背番号           | リーグ           | 出場             | 得点             | 出場             | 得点             | 出場             | 得点             | 出場             | 得点             |
| 日本             | 日本             | 日本             | 日本             | リーグ戦         | リーグ戦         | リーグ杯         | リーグ杯         | 天皇杯           | 天皇杯           | 期間通算         | 期間通算         |
| ---------------- | ---------------- | ---------------- | ---------------- | ---------------- | ---------------- | ---------------- | ---------------- | ---------------- | ---------------- | ---------------- | ---------------- |
| 1997             | 鳥栖             | 21               | 旧JFL            | 0                | 0                | 0                | 0                | 0                | 0                | 0                | 0                |
| 1998             | 鳥栖             | 16               | 旧JFL            | 0                | 0                | -                | -                | 0                | 0                | 0                | 0                |
| 1999             | 鳥栖             | 16               | J2               | 1                | 0                | 1                | 0                | 0                | 0                | 2                | 0                |
| 2000             | 鳥栖             | 16               | J2               | 3                | 0                | 0                | 0                | 0                | 0                | 3                | 0                |
| 2001             | 鳥栖             | 1                | J2               | 7                | 0                | 1                | 0                | 0                | 0                | 8                | 0                |
| 2002             | A熊本            | 21               | JFL              | 3                | 0                | -                | -                | -                | -                | 3                | 0                |
| 通算             | 日本             | 日本             | J2               | 11               | 0                | 2                | 0                | 0                | 0                | 13               | 0                |
| 通算             | 日本             | 日本             | JFL              | 3                | 0                | -                | -                | 0                | 0                | 3                | 0                |
| 通算             | 日本             | 日本             | 旧JFL            | 0                | 0                | 0                | 0                | 0                | 0                | 0                | 0                |
| 総通算           | 総通算           | 総通算           | 総通算           | 14               | 0                | 2                | 0                | 0                | 0                | 16               | 0                |